# A legtovább hatalmon lévő világi vezetők listája
A legtovább hatalmon lévő világi vezetők listája a leghosszabb ideig egybefüggően egyfajta vezetői hivatalt viselő politikusokat gyűjti listába. Szemben a valódi királyokkal, fejedelmekkel, egyházi méltóságokkal, a köztársaságok vezető tisztségeit általában nem élethosszig, hanem néhány évig tartó hivatalviselés jellemzi, ritkábban több ciklus. Ennek ellenére esetenként előfordul azonban, hogy egy-egy személy jóval hosszabb ideig – akár évtizedekig – vezet egy köztársaságot demokratikus vagy diktatórikus módon. A legalább 15 évig ilyen módon hivatalt viselteket mutatja be a lista. (A leghosszabb ideig uralkodó uralkodókról A legtovább hatalmon lévő uralkodók listája szól.)
| Személy                                                            | Ország                                | Tisztség               | Hivatali idő                                | Évek száma (betöltött) | Megjegyzés |
| ------------------------------------------------------------------ | ------------------------------------- | ---------------------- | ------------------------------------------- | ---------------------- | --- |
| Teodoro Obiang Nguema Mbasogo (1942. június 5. – )                 | Egyenlítői-Guinea                     | elnöke                 | 1979. augusztus 3. – hivatalban             | 45 (2024)              | |
| Moammer Kadhafi (1942. június 19. – 2011. október 20.)             | Líbia                                 | vezetője               | 1969. szeptember 1. – 2011. október 20.     | 42                     | |
| Paul Biya (1933. február 13. – )                                   | Kamerun                               | elnöke                 | 1982. november 6. – hivatalban              | 42 (2024)              | 1975. 06. 30. és 1982. 11. 6. között miniszterelnök. |
| Omar Bongo (1935. december 30. – 2009. június 8.)                  | Gabon                                 | elnöke                 | 1967. december 2. – 2009. június 8.         | 41                     | |
| José Eduardo dos Santos (1942. augusztus 28. – 2022. július 8.)    | Angola                                | elnöke                 | 1979. szeptember 10. – 2017. szeptember 26. | 38                     | |
| Yoweri Museveni (1944. szeptember 15. – )                          | Uganda                                | elnöke                 | 1986. január 29. – hivatalban               | 38 (2024)              | |
| Gnassingbé Eyadéma (1935. december 26. – 2005. február 5.)         | Togo                                  | elnöke                 | 1967. április 14. – 2005. február 5.        | 37                     | |
| António de Oliveira Salazar (1889. április 28. – 1970. július 27.) | Portugália                            | miniszterelnöke        | 1932. július 5. – 1968. szeptember 25.      | 36                     | |
| Francisco Franco (1892. december 4. – 1975. november 20.)          | Spanyolország                         | államfője (caudillo)   | 1939. április 1. – 1975. november 20.       | 36                     | |
| Ali Hámenei (1939. április 19. – )                                 | Irán                                  | legfelsőbb vezetője    | 1989. június 4. – hivatalban                | 35 (2024)              | 1981. 10. 13. és 1989. 8. 2. között elnök. |
| Alfredo Stroessner (1912. november 3. – 2006. augusztus 16.)       | Paraguay                              | elnöke                 | 1954. augusztus 15. – 1989. február 3.      | 34                     | |
| Félix Houphouët-Boigny (1905. október 18. – 1993. december 7.)     | Elefántcsontpart                      | elnöke                 | 1960. november 3. – 1993. december 7.       | 33                     | |
| Emomali Rahmon (1952. október 5. – )                               | Tádzsikisztán                         | elnöke                 | 1992. november 19. – hivatalban             | 32 (2024)              | |
| Fidel Castro (1926. augusztus 13. – 2016. november 25.)            | Kuba                                  | elnöke                 | 1976. december 2. – 2008. február 24.       | 31                     | |
| Mobutu Sese Seko (1930. október 14. – 1997. szeptember 7.)         | Zaire                                 | elnöke                 | 1965. november 24. – 1997. május 6.         | 31                     | |
| Suharto (1921. június 8. – 2008. január 27.)                       | Indonézia                             | elnöke                 | 1967. március 12. – 1998. május 21.         | 31                     | |
| Isaias Afwerki (1946. február 2. – )                               | Eritrea                               | elnöke                 | 1993. május 24. – hivatalban                | 31 (2024)              | 1991. április 27. és 1993. május 23. között az ideiglenes kormány főtitkára |
| Habib Burgiba (1903. augusztus 3. – 2000. április 6.)              | Tunézia                               | elnöke                 | 1956. július 25. – 1987. november 7.        | 30                     | |
| Idriss Déby (1952. június 18. – 2021. április 20.)                 | Csád                                  | elnöke                 | 1990. december 2. – 2021. április 20.       | 30                     | |
| Aljakszandr Rihoravics Lukasenka (1954. augusztus 30. – )          | Fehéroroszország                      | elnöke                 | 1994. július 20. – hivatalban               | 30 (2024)              | |
| Robert Mugabe (1924. február 21. – 2019. szeptember 6.)            | Zimbabwe                              | elnöke                 | 1987. december 31. – 2017. november 21.     | 29                     | |
| Hoszni Mubárak (1928. május 4. – 2020. február 25.)                | Egyiptom                              | elnöke                 | 1981. október 14. – 2011. február 11.       | 29                     | |
| Omar el-Basír (1944. január 1. – )                                 | Szudán                                | elnöke                 | 1989. június 30. – 2019. április 11.        | 29                     | |
| Nurszultan Abisuli Nazarbajev (1940. július 6. – )                 | Kazahsztán                            | elnöke                 | 1990. április 24. – 2019. március 20.       | 28                     | |
| Blaise Compaoré (1951. február 3. – )                              | Burkina Faso                          | elnöke                 | 1987. október 15. – 2014. október 31.       | 27                     | |
| Kenneth Kaunda (1924. április 28. – 2021. június 17.)              | Zambia                                | elnöke                 | 1964. október 24. – 1991. november 2.       | 27                     | |
| Mehmet Shehu (1913. január 10. – 1981. december 17.)               | Albánia                               | miniszterelnöke        | 1954. július 20. – 1981. december 17.       | 27                     | |
| France-Albert René (1935. november 16. – 2019. február 27.)        | Seychelle-szigetek                    | elnöke                 | 1977. június 5. – 2004. július 14.          | 27                     | |
| William Tubman (1895. november 29. – 1971. július 23.)             | Libéria                               | elnöke                 | 1944. január 3. – 1971. július 23.          | 27                     | |
| Josip Broz Tito (1892. május 7. – 1980. május 4.)                  | Jugoszlávia                           | elnöke                 | 1953. január 14. – 1980. május 4.           | 27                     | 1944 és 1963 között miniszterelnök. |
| Denis Sassou-Nguesso (1943. november 23. – )                       | Kongói Köztársaság                    | elnöke                 | 1997. október 25. – hivatalban              | 27 (2024)              | |
| Csou En-laj (1898. március 5. – 1976. január 8.)                   | Kína                                  | miniszterelnöke        | 1949. október 1. – 1976. január 8.          | 26                     | |
| Islom Karimov (1938. január 30. – 2016. szeptember 2.)             | Üzbegisztán                           | elnöke                 | 1990. március 24. – 2016. szeptember 2.     | 26                     | |
| Porfirio Díaz (1830. szeptember 15. – 1915. július 2.)             | Mexikó                                | elnöke                 | 1884. december 1. – 1911. május 25.         | 26                     | Korábban, 1877–1880 között is viselte már a tisztséget. |
| Csang Kaj-sek (1887. október 31. – 1975. április 5.)               | Kínai Köztársaság (Tajvan)            | elnöke                 | 1950. március 1. – 1975. április 5.         | 25                     | |
| Sékou Ahmad Touré (1922. január 9. – 1984. március 26.)            | Guinea                                | elnöke                 | 1958. október 2. – 1984. március 26.        | 25                     | |
| Urho Kekkonen (1900. szeptember 3. – 1986. augusztus 31.)          | Finnország                            | elnöke                 | 1956. március 1. – 1982. január 27.         | 25                     | |
| Vlagyimir Putyin (1952. október 7. – )                             | Oroszország                           | elnöke/miniszterelnöke | 1999. augusztus 9. – hivatalban             | 25 (2024)              | |
| Ismail Omar Guelleh (1946. november 27. – )                        | Dzsibuti                              | elnöke                 | 1999. május 8. – hivatalban                 | 25 (2024)              | |
| Hun Sen (1952. augusztus 5. - )                                    | Kambodzsa                             | miniszterelnöke        | 1998. november 30. – 2023. augusztus 22.    | 24                     | 1984 és 1985 között megbízott miniszterelnök, 1985 és 1993 között miniszterelnök, 1993 és 1993 között társegyenlőségi miniszterelnök, 1993 és 1998 között második miniszterelnök. 2023-tól Kambodzsa Királya Legfelsőbb Tanácsadó Tanácsának elnöke. |
| Lansana Conté (1934. november 30. – 2008. december 22.)            | Guinea                                | elnöke                 | 1984. április 5. – 2008. december 22.       | 24                     | |
| Jean-Pierre Boyer (1776. február 28. – 1850. július 9.)            | Haiti                                 | elnöke                 | 1818. március 30. – 1843. február 13.       | 24                     | |
| Dawda Jawara (1924. május 16. – 2019. augusztus 27.)               | Gambia                                | elnöke                 | 1970. április 24. – 1994. július 22.        | 24                     | |
| Daniel arap Moi (1924. szeptember 2. – 2020. február 4.)           | Kenya                                 | elnöke                 | 1978. augusztus 22. – 2002. december 30.    | 24                     | |
| Nicolae Ceaușescu (1918. január 26. – 1989. december 25.)          | Románia                               | vezetője               | 1965. március 22. – 1989. december 22.      | 24                     | |
| Ho Si Minh (1890. május 19. – 1969. szeptember 2.)                 | Vietnam                               | elnöke                 | 1945. szeptember 2. – 1969. szeptember 2.   | 24                     | |
| Bassár el-Aszad (1965. szeptember 11. – )                          | Szíria                                | elnöke                 | 2000. július 17. – 2024. december 8.        | 24                     | |
| Paul Kagame (1957. október 23. – )                                 | Ruanda                                | elnöke                 | 2000. április 22. – hivatalban              | 24 (2024)              | |
| Ralph Gonsalves (1946. augusztus 8. – )                            | Saint Vincent és a Grenadine-szigetek | miniszterelnöke        | 2001. március 29. – hivatalban              | 23 (2024)              | |
| Szaddám Huszein (1937. április 28. – 2006. december 30.)           | Irak                                  | elnöke                 | 1979. július 16. – 2003. április 9.         | 23                     | 1979-1991 és 1994-2003 között miniszterelnök is. |
| Zín el-Ábidín ben Ali (1936. szeptember 3. – 2019. szeptember 19.) | Tunézia                               | elnöke                 | 1987. november 7. – 2011. január 14.        | 23                     | |
| Moussa Traoré (1936. szeptember 25. – 2020. szeptember 15.)        | Mali                                  | elnöke                 | 1968. november 19. – 1991. március 26.      | 22                     | |
| Barkat Gourad Hamadou (1930. január 1. – 2018. március 18.)        | Dzsibuti                              | miniszterelnöke        | 1978. október 2. – 2001. március 7.         | 22                     | |
| Manuel Estrada Cabrera (1857. november 21. – 1924. szeptember 24.) | Guatemala                             | elnöke                 | 1898. február 8. – 1920. április 15.        | 22                     | |
| Otto von Bismarck (1815. április 1. – 1898. július 30.)            | Németország                           | kancellárja            | 1861. július 1. – 1890. március 20.         | 22                     | |
| Kim Ir Szen (1912. április 15. – 1994. július 8.)                  | Észak-Korea                           | elnöke                 | 1972. december 28. – 1994. július 8.        | 21                     | |
| Sukarno (1901. június 6. – 1970. június 21.)                       | Indonézia                             | elnöke                 | 1945. augusztus 18. – 1967. március 12.     | 21                     | |
| Julius Nyerere (1922. április 13. – 1999. október 14.)             | Tanzánia                              | elnöke                 | 1964. október 29. – 1985. november 5.       | 21                     | |
| Recep Tayyip Erdoğan (1954. február 26. – )                        | Törökország                           | miniszterelnöke/elnöke | 2003. március 14. – hivatalban              | 21 (2024)              | |
| İlham Əliyev (1961. december 24. – )                               | Azerbajdzsán                          | elnöke                 | 2003. október 31. – hivatalban              | 21 (2024)              | 2003. augusztus 4. és 2003. november 4. között miniszterelnök. |
| Shavkat Mirziyoyev (1957. július 24. – )                           | Üzbegisztán                           | miniszterelnöke/elnöke | 2003. december 12. – hivatalban             | 21 (2024)              | |
| Robert Walpole (1676. augusztus 26. – 1745. március 18.)           | Nagy-Britannia                        | miniszterelnöke        | 1721. április 3. – 1742. február 11.        | 20                     | |
| Ferdinand Marcos (1917. szeptember 11. – 1989. szeptember 28.)     | Fülöp-szigetek                        | elnöke                 | 1965. december 30. – 1986. február 25.      | 20                     | |
| Yahya Jammeh (1965. május 25. – )                                  | Gambia                                | elnöke                 | 1996. november 6. – 2017. január 19.        | 20                     | |
| Juvénal Habyarimana (1937. március 8. – 1994. április 6.)          | Ruanda                                | elnöke                 | 1973. július 5. – 1994. április 6.          | 20                     | |
| Abd el-Azíz Buteflíka (1937. március 2. – 2021. szeptember 17.)    | Algéria                               | elnöke                 | 1999. április 27. – 2019. április 2.        | 20                     | |
| Maaouya Ould Sid'Ahmed Taya (1941. november 28. – )                | Mauritánia                            | elnöke                 | 1984. december 12. – 2005. augusztus 3.     | 20                     | |
| Léopold Sédar Senghor (1906. október 9. – 2001. december 20.)      | Szenegál                              | elnöke                 | 1960. szeptember 6. – 1980. december 31.    | 20                     | |
| Benito Mussolini (1883. július 29. – 1945. április 28.)            | Olaszország                           | miniszterelnöke        | 1922. október 31. – 1943. július 25.        | 20                     | |
| Roosevelt Skerrit (1972. június 8. – )                             | Dominika                              | miniszterelnöke        | 2004. január 8. – hivatalban                | 20 (2024)              | |
| Lee Hsien Loong (1952. február 10. – )                             | Szingapúr                             | miniszterelnöke        | 2004. augusztus 12. – hivatalban            | 20 (2024)              | |
| Abdou Diouf (1935. szeptember 7. – )                               | Szenegál                              | elnöke                 | 1981. január 1. – 2000. április 1.          | 19                     | |
| Mahmúd Abbász (1935. november 15. – )                              | Palesztina                            | elnöke                 | 2005. január 15. – hivatalban               | 19 (2024)              | |
| Faure Gnassingbé (1966. június 6. – )                              | Togo                                  | elnöke                 | 2005. május 4. – hivatalban                 | 19 (2024)              | |
| Lynden Pindling (1930. március 22. – 2000. augusztus 26.)          | Bahama-szigetek                       | elnöke                 | 1973. július 10. – 1992. augusztus 21.      | 18                     | |
| Lubomír Štrougal (1924. október 19. – 2023. február 6.)            | Csehszlovákia                         | miniszterelnöke        | 1970. január 28. – 1988. október 12.        | 18                     | |
| Todor Zsivkov (1911. szeptember 7. – 1998. augusztus 5.)           | Bulgária                              | az államtanács elnöke  | 1971. július 7. – 1989. november 16.        | 18                     | |
| Joseph Kabila (1971. június 4. – )                                 | Zaire                                 | elnöke                 | 2001. január 17. – 2019. január 24.         | 18                     | |
| Moktar Ould Daddah (1924. december 25. – 2003. október 14.)        | Mauritánia                            | elnöke                 | 1960. november 28. – 1978. július 10.       | 17                     | |
| William Pitt (1759. május 28. – 1806. január 23.)                  | Nagy-Britannia                        | miniszterelnöke        | 1783. december 19. – 1801. március 14.      | 17                     | 1804 és 1806 között másodjára miniszterelnök. |
| Dzsamcarangín Szambú (1895. június 27. – 1972. május 21.)          | Mongólia                              | elnöke                 | 1954. július 7. – 1972. május 20.           | 17                     | |
| Quett Masire (1925. július 23. – 2017. június 22.)                 | Botswana                              | elnöke                 | 1980. július 13. – 1998. március 31.        | 17                     | |
| Pak Csong Hi (1917. november 14. – 1979. október 26.)              | Dél-Korea                             | elnöke                 | 1962. március 24. – 1979. október 26.       | 17                     | |
| Daniel Ortega (1945. november 11. – )                              | Nicaragua                             | elnöke                 | 2007. január 10. – hivatalban               | 17 (2024)              | Korábban, 1985 és 1990 között is viselte már a tisztséget. |
| Alexander Frick (1910. február 18. – 1991. október 31.)            | Liechtenstein                         | miniszterelnöke        | 1945. szeptember 3. – 1962. július 16.      | 16                     | |
| José Santos Zelaya (1853. november 1. – 1919. május 17.)           | Nicaragua                             | elnöke                 | 1893. július 25. – 1909. december 21.       | 16                     | |
| Gurbanguly Berdimuhamedow (1957. június 29. – )                    | Türkmenisztán                         | elnöke                 | 2006. december 21. – 2022. március 19.      | 16                     | |
| Helmut Kohl (1930. április 3. – 2017. június 16.)                  | Németország                           | kancellárja            | 1982. október 1. – 1998. október 27.        | 16                     | |
| Angela Merkel (1954. július 17. – )                                | Németország                           | kancellárja            | 2005. november 22. – 2021. december 8.      | 16                     | |
| Robert Menzies (1894. december 20. – 1978. május 15.)              | Ausztrália                            | miniszterelnöke        | 1949. december 19. – 1966. január 26.       | 16                     | Korábban, 1939 és 1941 között is viselte már a tisztséget. |
| Jawaharlal Nehru (1889. november 14. – 1964. május 27.)            | India                                 | miniszterelnöke        | 1947. augusztus 15. – 1964. május 27.       | 16                     | |
| Vigdís Finnbogadóttir (1930. április 15. – )                       | Izland                                | elnöke                 | 1980. augusztus 1. – 1996. augusztus 1.     | 16                     | |
| Augusto Pinochet (1915. november 25. – 2006. december 10.)         | Chile                                 | elnöke                 | 1974. december 17. – 1990. március 11.      | 15                     | |
| Mustafa Kemal Atatürk (1881. március 12. – 1938. november 10.)     | Törökország                           | elnöke                 | 1923. október 29. – 1938. november 10.      | 15                     | |
| Saparmyrat Nyýazow (1940. február 19. – 2006. december 21.)        | Türkmenisztán                         | elnöke                 | 1991. június 21. – 2006. december 21.       | 15                     | |
| Manuel Pinto da Costa (1937. augusztus 5. – )                      | São Tomé és Príncipe                  | elnöke                 | 1975. július 12. – 1991. március 4.         | 15                     | |
| Aristides Pereira (1923. november 17. – 2011. szeptember 22.)      | Zöld-foki Köztársaság                 | elnöke                 | 1975. július 8. – 1991. március 22.         | 15                     | |
| Tiburcio Carías Andino (1876. március 5. – 1969. december 23.)     | Honduras                              | elnöke                 | 1933. február 1. – 1949. január 1.          | 15                     | |
| Sheikh Hasina (1947. szeptember 28. – )                            | Banglades                             | miniszterelnöke        | 2009. január 6. – 2024. augusztus 5.        | 15                     | |
| Wilfrid Laurier (1841. november 20. – 1919. február 17.)           | Kanada                                | miniszterelnöke        | 1896. július 11. – 1911. október 6.         | 15                     | |
| Sam Nujoma (1929. május 12. – )                                    | Namíbia                               | elnöke                 | 1990. március 21. – 2015. március 21.       | 15                     | |